# توت ميسي الورق
توت ميسي الورق (الاسم العلمي: Morus celtidifolia ) هي نوع نباتي يتبع جنس التوت من الفصيلة التوتية.  